# Musikjahr 1789
Liste der Musikjahre

◄◄ | ◄ | 1785 | 1786 | 1787 | 1788 | Musikjahr 1789 | 1790 | 1791 | 1792 | 1793 | ► | ►►

Weitere Ereignisse
Dieser Artikel behandelt das Musikjahr 1789.

## Instrumentalmusik (Auswahl)
- Wolfgang Amadeus Mozart: Klaviersonate Nr. 18 Dur KV 576, Neun Variationen über ein Menuett von Jean-Pierre Duport KV 573, Eine kleine Gigue G-dur KV 574; Klarinettenquintett A-Dur, KV 581
- Joseph Haydn: 92. Sinfonie G-Dur (Oxford-Sinfonie)
- Johann Ladislaus Dussek: 3 Sonaten für Klavier und Flöte in C, G und Es op. 7; Klaviersonate op. 10
- Michael Haydn: Sinfonie Nr. 40, F-Dur; Sinfonie Nr. 41, A-Dur
- Ludwig van Beethoven: Zwei Präludien op. 39

## Musiktheater
- 14. Januar: Uraufführung der Oper Les Deux Petits Savoyards von Nicolas Dalayrac in Paris (Comédie Italienne)
- 26. Januar: Die Uraufführung der komischen Oper Der Schulz im Dorf oder Der verliebte Herr Doctor von Justin Heinrich Knecht findet in Biberach an der Riß statt.
- 26. Januar: Uraufführung der Oper Protesilaovon Johann Gottlieb Naumann in Berlin
- 05. Februar: Uraufführung der Oper Catone in Utica von Giovanni Paisiello nach einem Libretto von Pietro Metastasio in Neapel, (Teatro San Carlo)
- 11. Februar: Am Wiener Burgtheater wird die tragikomische Oper Il pastor fido (Der treue Hirte) von Antonio Salieri auf einen Text von Lorenzo da Ponte uraufgeführt, in das er die Ouvertüre seines Werkes Prima la musica e poi le parole eingearbeitet hat. Nach nur drei Aufführungen wird das Stück wegen dramaturgischer Unzulänglichkeiten abgesetzt und am 14. Oktober in einer revidierten Fassung neuerlich zur Aufführung gebracht. Die Rolle der Amarilli ist mit Adriana Ferrarese del Bene besetzt.
- 02. März: Uraufführung der Oper Raoul Barbe-bleue von André-Ernest-Modeste Grétry in Paris (Comédie-Italienne)
- 06. März: Der Messias (Händel, arr. Mozart) wird uraufgeführt.
- 17. März: Uraufführung der Oper Aspasie von André-Ernest-Modeste Grétry in der Pariser Oper
- 25. Juni: Uraufführung der Oper Nina von Giovanni Paisiello im Palast von Caserta
- 29. Juli: Uraufführung des Schauspiels mit Gesang Claudine von Villa Bella von Johann Friedrich Reichardt am Schloßtheater Berlin-Charlottenburg.
- 08. Oktober: Uraufführung der Oper La Cleopatra von Domenico Cimarosa in St. Petersburg
- 16. Oktober: Die Oper Brenno von Johann Friedrich Reichardt wird an der Königlichen Oper in Berlin uraufgeführt. Das dramma per musica ist dort die erste deutschsprachige Aufführung.
- 31. Oktober: Uraufführung der Oper Raoul, Sire de Créqui von Nicolas Dalayrac in Paris (Comédie Italienne)
- 07. November: Uraufführung des Singspiels Oberon, König der Elfen von Paul Wranitzky in Wien.
- 21. November: Uraufführung der Oper Gli zingari in fiera von Giovanni Paisiello in Neapel (Teatro dei Fiorentini)

Weitere Werke
- Giovanni Paisiello: L'amor contrastato (Oper)
- Antonio Salieri: L’ape musicale (Oper); La cifra (Oper)
- Franz Danzi: Der Triumph der Treue (Singspiel in drei Akten); Der Quasimann (komische Oper in zwei Akten)
- Niccolò Antonio Zingarelli: Demofoonte; Artaserse (beide Opern basieren jeweils auf einem Libretto von Pietro Metastasio)
- Stephen Storace: The Haunted Tower (Oper)
- Peter von Winter: Medea und Jason (Melodram nach einem Libretto von A. C. von Törring-Seefeld). Die Uraufführung fand in München statt.
- Vicente Martín y Soler: Der traurige Held Kossometowitsch (Oper)

## Geboren

### Geburtsdatum gesichert
- 26. Januar: Józef Damse, polnischer Komponist († 1852)
- 01. Februar: Hippolyte Chelard, französischer Komponist († 1861)
- 02. Februar:Ludwig Maurer, deutscher Komponist, Dirigent und Geiger († 1878)
- 15. Februar: Friedrich Ernst Fesca, deutscher Komponist († 1826)
- 07. März: Jean Vidal, französischer Violinist und Dirigent († 1867)
- 19. März: Michael Nagnzaun, österreichischer Geistlicher und Musiker († 1860)
- 02. April: Alois Franz Peter Glutz von Blotzheim, Schweizer Komponist und fahrender Sänger († 1827)
- 15. April: Katharina von Mosel, österreichische Pianistin, Organistin, Komponistin und Schriftstellerin († 1832)
- 09. Mai: Nicolas Lambert Wéry, belgischer Violinist, Komponist und Musikpädagoge († 1867)
- 16. Mai: Johann Nepomuk Schelble, deutscher Dirigent, Sänger und Pädagoge († 1837)
- 24. Mai: Cathinka Buchwieser, deutsch-österreichische Opernsängerin (Sopran) und Schauspielerin († 1828)
- 27. Mai: Wilhelm Friedrich Overmann, deutscher Orgelbauer († 1839)
- 27. Juni: Friedrich Silcher, deutscher Liederkomponist († 1860)
- 09. August: Robert Nicolas-Charles Bochsa, französischer Komponist und Harfenvirtuose († 1856)
- 13. Oktober: Joséphine Fodor, französische Opernsängerin († 1870)
- 18. Oktober: Giovanni Tadolini, italienischer Komponist, Dirigent und Gesangslehrer († 1872) (Nach anderen Angaben könnte er auch erst 1793 geboren sein)
- 24. Oktober: Ramon Carnicer, spanischer Komponist von Opern († 1855)
- 26. Oktober: Joseph Mayseder, österreichischer Violinvirtuose und Komponist. († 1863)
- 28. Oktober: Johann Gottlob Schneider, deutscher Komponist und Organist († 1864)
- 30. Oktober: Elena Asachi, moldauisch-rumänische Pianistin, Sängerin und Komponistin österreichischer Herkunft († 1877)
- 02. November: Caroline von Egloffstein, deutsche Komponistin und Schriftstellerin († 1868)
- 14. Dezember: Maria Szymanowska, polnische Klaviervirtuosin und Komponistin († 1831)
- 21. Dezember: Peter Überbacher, österreichischer Orgelbauer († 1852)

### Genaues Geburtsdatum unbekannt
- Salvatore Taglioni, italienischer Ballett-Tänzer und Choreograf († 1868)
- Carl Friedrich Uhlig, Musikinstrumentebauer, Erfinder der Chemnitzer Konzertina († 1874)

## Gestorben

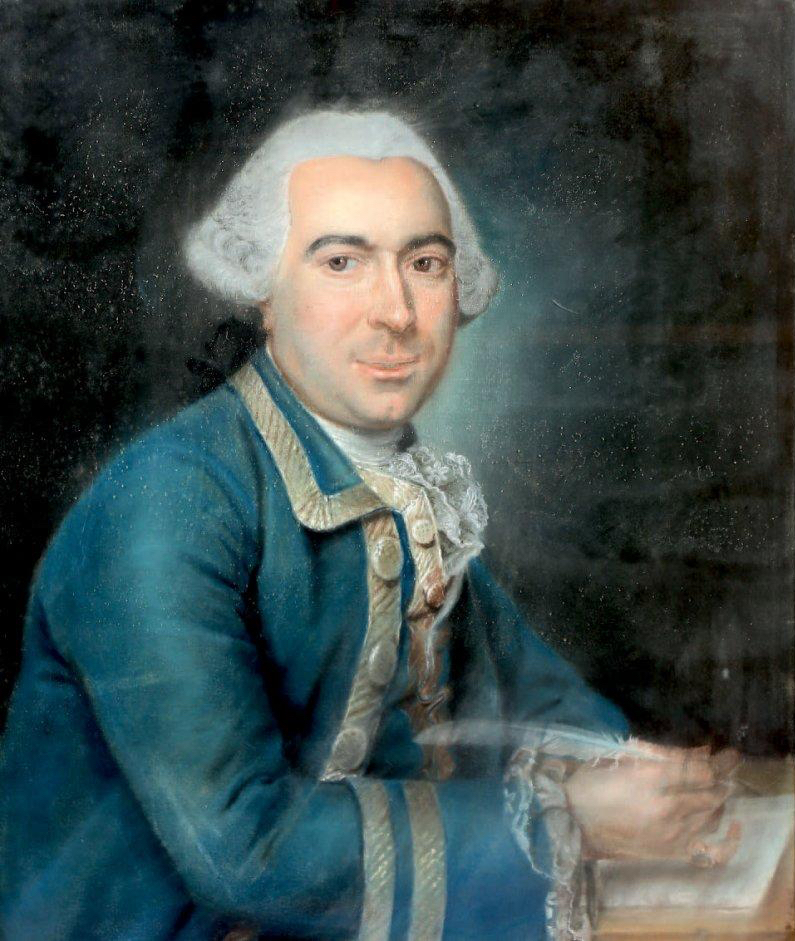
Armand-Louis Couperin
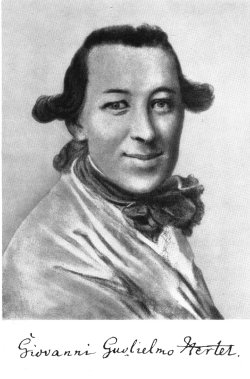
Johann Wilhelm Hertel
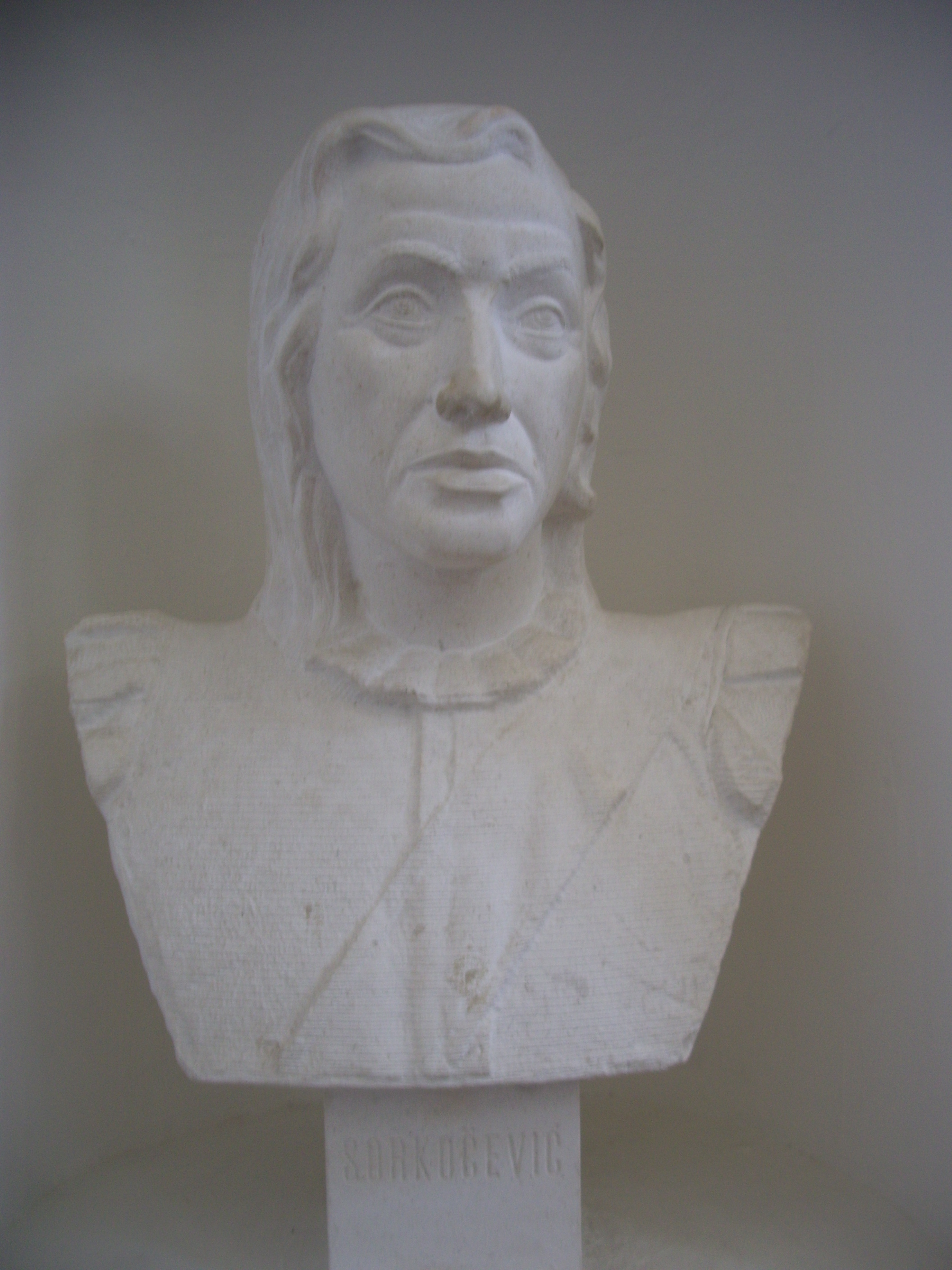
Luka Sorkočević
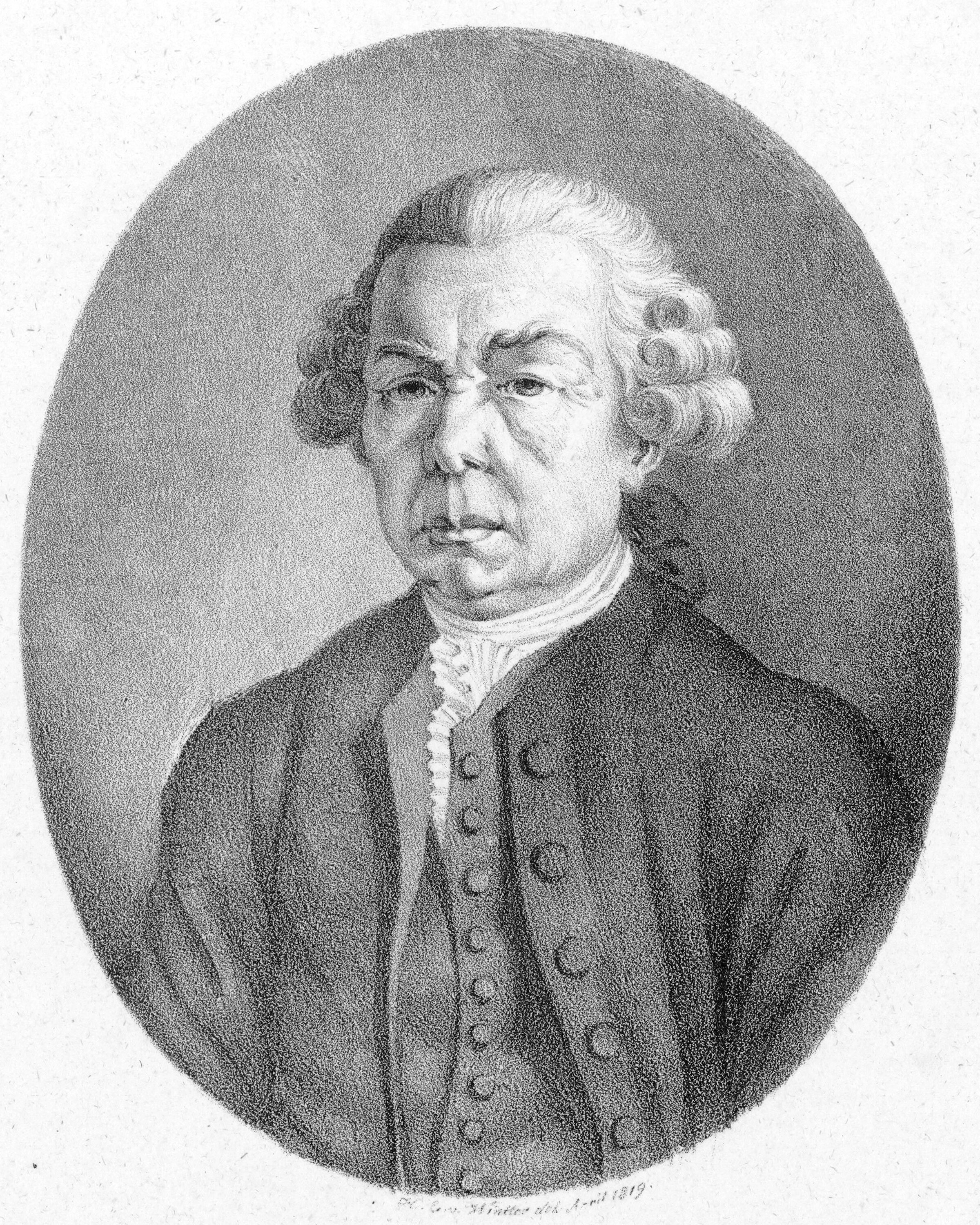
Franz Xaver Richter

- 20. Januar: Johann Christoph Oley, deutscher Komponist und Organist (* 1738)
- 02. Februar: Armand-Louis Couperin, französischer Komponist und Organist (* 1727)
- 15. Mai: Michael Angstenberger, österreichischer Kirchenliedkomponist (* 1717)
- 07. Juni: Václav Jan Kopřiva, tschechischer Organist, Kantor, Komponist und Musikpädagoge (* 1708)
- 11. Juni: Johann Friedrich Berwald, deutscher Musiker (* 1711)
- 14. Juni: Johann Wilhelm Hertel, deutscher Komponist (* 1727)
- 15. Juli: Jacques Duphly, französischer Komponist, Cembalist und Organist. (* 1715)
- 11. September: Luka Sorkočević, kroatischer Diplomat und Komponist (* 1734)
- 12. September: Franz Xaver Richter, mährischer Sänger (Bass), Komponist und wichtiger Vertreter der Mannheimer Schule (* 1709)
- 06. Oktober: Cecilia Young, englische Sängerin (* 1712)
- 31. Oktober: Pasquale Bondini, deutscher Opernsänger (Bass) und Operndirektor (* 1737)
- 00. Dezember: Francesc Mariner, katalanischer Organist und Komponist (* 1720)